# Liriomyza graminivora
Liriomyza graminivora är en tvåvingeart som beskrevs av Erich Martin Hering 1949. Liriomyza graminivora ingår i släktet Liriomyza och familjen minerarflugor.
Artens utbredningsområde är Tyskland. Inga underarter finns listade i Catalogue of Life.